# 은코타코타현

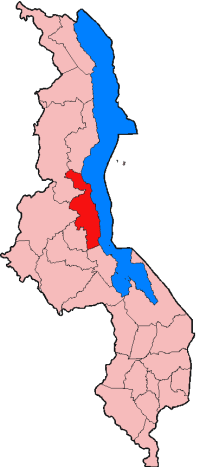
은코타코타 현

은코타코타현(Nkhotakota District)는 말라위 중부 주에 위치한 현으로, 현도는 은코타코타이며 면적은 4,259km2, 인구는 229,460명이다. 말라위호와 맞닿아 있으며 은카타베이 현과 살리마 현, 은치시 현과 카숭구 현, 음짐바 현과 인접해 있다.